# 馬克西姆·克雷浦
馬克西姆·克雷浦（法語發音：[maksim kʀepo]；1994年5月11日—）是一名加拿大足球員，司職守門員。現效力於美職聯球隊波特蘭伐木者。

## 生平

### 俱樂部生涯

#### 渥太華暴怒
2018年，克雷浦被租借到渥太華暴怒，簽約一個賽季。賽季開始後，克雷浦連續六場比賽力保不失球，並以此奪得五月份的最佳球員獎。賽季結束時，克雷浦以單賽季15次零封的表現打破了美冠聯賽的紀錄，並因此入選了賽季最佳陣容，也奪得了賽季最佳守門員獎。然而，賽季結束後，渥太華暴怒還是決定不和克雷浦續約。

#### 溫哥華白浪
2019年，克雷浦以五萬美元和一個選秀名額的價格被交易到溫哥華白浪。他在迎戰明尼蘇達聯的賽季揭幕戰上第一次為溫哥華白浪上陣。此後克雷浦逐漸鞏固了自己的首發門將地位。

#### 洛杉磯FC
2022年1月，克雷浦以一百萬美元的轉會費被交易到洛杉磯FC。

### 國家隊生涯
克雷浦曾代表加拿大U-17國少隊出戰2011年的中北美洲及加勒比海足協U-17錦標賽以及國際足協U-17世界盃。此後克雷浦先後代表加拿大出戰2013年中北美洲及加勒比海足協U-20錦標賽和2015年泛美運動會。2015年9月18日，克雷浦入選出戰當年中北美及加勒比海足協奧預賽的加拿大國奧隊大名單。
2016年5月，克雷浦入選加拿大U-23國家隊，出戰對圭亞那和格瑞納達的友誼賽。克雷浦在對陣圭亞那的比賽中首發上陣，協助加拿大以5-1擊敗圭亞那。
2014年，克雷浦第一次入選加拿大男足集訓營。2016年2月，克雷浦在對陣美國的比賽中第一次為大國家隊上陣。2017年6月，克雷浦入選加拿大男足出戰美洲金盃的大名單，並在對戰法屬圭亞那的比賽中接替受傷的米蘭·博里揚上陣 。
2019年和2021年，克雷浦都曾入選加拿大男足的美洲金盃大名單。
2024年6月9日，剛剛上任不久的主教練马希帶領加拿大男足客場挑戰法國男足，並派遣克雷浦首發上陣。面對法國水銀瀉地般的進攻，克雷浦臨危不懼，和隊友一次又一次地化解法國的攻勢。下半場最後一刻，法國前鋒姆巴佩接應中場卡馬文加的傳球殺入加拿大禁區，晃過後衛邦比托後起腳射門，但射門被克雷浦成功撲救。最終雙方以0-0握手言和。